# Flabellina trophina
Espèce
Synonymes
- Himatella trophina (Bergh, 1894)
- Flabellina fusca (O'Donoghue, 1921)
- Flabellina triophina [2]

Flabellina trophina est une espèce de nudibranche de la famille des Flabellinidés. Ce petit mollusque blanc translucide aux cérates roses ou gris vit dans les eaux froides du Pacifique nord. Hermaphodite comme tous les nudibranches, il dépose au début de l'hiver un cordon en spirale composé de milliers d’œufs blancs desquels éclosent des larves véligères.

## Distribution et habitat
Des spécimens de l'espèce F. trophina ont été observés dans le nord de l'océan Pacifique : depuis l'Alaska jusqu'à l'État de Washington à l'est, et jusqu'à la mer d'Okhotsk à l'ouest,,. L'espèce vit à des profondeurs comprises entre la zone intertidale et au moins 115 m.

## Description
F. trophina atteint environ 50 mm de long. Le corps est blanc translucide ; les cérates laissent voir une extension de la glande digestive : celle-ci leur confère une coloration s'étendant du rose au gris foncé, en passant par le marron mais des spécimens observés en Alaska présentent une teinte plus sombre. Une tache de blanc opaque est visible à l'apex des cérates. Une ligne blanche court le long de la surface postérieure des rhinophores et des tentacules buccaux, ainsi que sur l'extrémité postérieure du pied. Les rhinophores comptent 38 lamelles de faible ampleur.
L'apparence de F. trophina peut parfois entraîner des confusions avec d'autres espèces du même genre comme F. verrucosa : les rhinophores légèrement lamellés de F. trophina, ainsi que la tête allongée avec un museau retroussé et la continuité des cérates sur un même rebord plutôt que sur plusieurs bouquets permettent de les différencier,,.

## Écologie
F. trophina se nourrit de plusieurs espèces d'hydraires, principalement des genres Bougainvillia et Obelia. Il est également possible que ce nudibranche se nourrisse d'autres nudibranches voire de polychètes,. Il semble cependant que l'espèce se nourrisse des hydraires qui recouvrent les polychètes,.
Lorsque le nudibranche se nourrit de l'hydraire, les nématocystes de ce dernier traversent le système digestif sans être abimés et sont envoyés aux extrémités des cérates. Ils sont ensuite utilisés pour la défense du nudibranche. La tenue très colorée de F. salmonacea pourrait servir d'avertissement aux éventuels prédateurs.
Comme les autres nudibranches, cette espèce est hermaphrodite : un même spécimen porte les sexes mâle et femelle. La ponte (ou « oothèque ») prend la forme d'un cordon en spirale déposé sur les tiges des hydraires et composé de milliers d’œufs blancs.